# Riekofen
Riekofen é um município da Alemanha, situado no distrito de Ratisbona, no estado da Baviera. Tem 24,00 km² de área, e sua população em 2019 foi estimada em 768 habitantes.